# 羽林家
羽林家，是自鎌倉時代以來公家家格的一种。位列于摄家、清华家、大臣家之下；與名家同等；在半家之上，相當於江戶時代的武家官位家格。

## 概要
羽林家通常兼任近衛少將、中將、參議或中納言、最高可任大納言。
「羽林」一詞出自於漢武帝時的禁軍「羽林騎」，取「為國羽翼，如林之盛」之義，日本延伸為武職公家代稱。

## 藤原北家閑院系（23家）
- 正親町家：洞院庶系。洞院公守子實明為家祖。舊家。家業為箏、（筆道）之家。
- 滋野井家：三條庶系。三條公教次子實國為家祖。舊家。家業為神樂、（有職故實）。
- 姊小路家：三條庶系。三條實房子公宣為家祖。新家。家業為（神樂）。
- 清水谷家：西園寺庶系。西園寺公經子實有為家祖。舊家。家業為能書、笙、（能樂）、（神樂）之家。
- 四辻家：西園寺庶系。西園寺公經四子實藤為家祖。舊家。家業為神樂、和琴、箏。維新後改名室町家。
- 西四辻家：四辻庶系。四辻公亨子公碩為家祖。新家。家業為（箏）。
- 小倉家：洞院庶系。洞院實雄子公雄為家祖。舊家。家業為（神樂）。
- 河鰭家：滋野井庶系。滋野井實國二男公清為家祖。舊家。家業為（神樂）。
- 阿野家：滋野井庶系。藤原成親子藤原公佐作滋野井實國養子而再興此家。舊家。家業為（神樂）。
- 橋本家：西園寺家系。西園寺公相子實俊為家祖。舊家。家業為笛。
- 花園家：正親町三條庶系。正親町三條公兄子實教為家祖。新家。家業為（琵琶）。
- 裏辻家：正親町庶系。正親町季康子季福為家祖。新家。原本稱作裏築地。
- 梅園家：橋本庶系。橋本實勝次子實清為家祖。舊家。
- 山本家：阿野庶系。阿野實顯幼子勝忠為家祖。新家。
- 大宮家：西園寺庶系。西園寺公益次子大宮季光為家祖。新家。
- 風早家：姊小路庶系。姊小路公景次子實種為家祖。新家。家業為（茶道）。
- 武者小路家：三條西庶系。三條西實條子公種為家祖。新家。家業為（歌道）。
- 押小路家：三條西庶系。三條西公勝子公音為家祖。新家。
- 高松家：三條西（武者小路）庶系。武者小路實陰子重季為家祖。新家。家業為（歌道）。

以下4家純粹為藤原北家公季系而從屬閑院家。
- 藪家：藤原南家高倉（藪）嫡系。藤原貞嗣後裔藤原範季為家祖使高倉家再興。戰國時代末期絕後、江戶時代初期以四辻公遠子範遠，後以其弟嗣良繼承高倉家，再改名藪家。維新後再次改名高倉家。新家。家業為神樂、箏。
- 中園家：藤原南家高倉（藪）庶系。藪嗣良幼子季定為家祖。新家。
- 高丘家：藤原南家高倉（藪）庶系。中園季定幼子季起為家祖。新家。
- 園池家：藤原北家四條系櫛笥庶系。櫛笥隆致子宗朝為家祖。公屋乃正親町三條實昭養子，故也是閑院系正親町三條庶系。新家。

## 藤原北家花山院系（5家）
- 中山家：花山院庶系。花山院忠宗子忠親為家祖。舊家。家業為（花）。
- 難波家：難波嫡系、飛鳥井庶系。藤原師實五子忠教為家祖。南北朝時代中絕後、江戶時代初期從飛鳥井雅庸入繼其子宗勝復興飛鳥井家庶系。舊家。家業為蹴鞠。
- 飛鳥井家：難波庶系。難波頼經子飛鳥井雅經為家祖。舊家。家業為和歌、蹴鞠、（書道）。
- 野宮家：花山院庶系。花山院定熙孫野宮定逸為家祖。新家。
- 今城家：花山院庶系。中山親綱次子冷泉為滿的養子冷泉（中山冷泉）為親孫定淳為家祖。新家。

## 藤原北家中御門系（9家）
- 中御門家（通稱：松木家）：中御門嫡系（與勸修寺系中御門家不同）。藤原頼宗孫宗俊為家祖。舊家。家業為笙、（樂道）。
- 持明院家：持明院嫡系。藤原頼宗孫通基為家祖。舊家。家業為能書、神樂、（鷹）。
- 園家：持明院庶系。持明院基家三男基氏為家祖。舊家。家業為琵琶、（華道、青山系家元）。
- 東園家：持明院庶系。園基任次子基教為家祖。新家。家業為（神樂）。
- 壬生家：持明院庶系。園基音幼子葉川基起曾孫壬生俊平為家祖。新家。
- 高野家：持明院庶系。持明院基定子保春為家祖。新家。家業為（神樂）。
- 石野家：持明院庶系。持明院基時子基顯為家祖。新家。家業為（神樂）。
- 石山家：持明院庶系。葉川基起子師香為家祖。新家。家業為（書道）。師香實子直宗和利香相繼早逝，後以姊小路公城（改名石山基名）作養子繼承。歷代當主參見姊小路家#閑院系。
- 六角家：持明院庶系。葉川基起幼子波多基維子益通（實東園基量子）為家祖。新家。家業為（書道）、（神樂）。

## 藤原北家御子左系（4家）
- 冷泉家（上冷泉）：御子左嫡系。藤原為家子為相為家祖。舊家。家業為和歌、蹴鞠。
- 冷泉家（下冷泉）：御子左支系。冷泉為尹子持為為家祖。舊家。家業為和歌。
- 藤谷家：御子左庶系。上冷泉為滿子為賢為家祖。新家。家業為（歌道）。
- 入江家：御子左庶系。藤谷為條子相尚為家祖。新家。家業為（歌道）。

## 藤原北家四條系（7家）
- 四條家：四條家嫡系。藤原家成子隆季為家祖。舊家。家業為笙、（庖丁）。
- 山科家：四條支系。藤原家成六男實教為家祖。舊家。家業為笙、装束、（衣紋）、（有職故實）。
- 西大路家：四條庶系。四條隆行子隆政為家祖。舊家。家業為（筆道）。
- 鷲尾家：四條庶系。四條隆親三男隆良為家祖。舊家。家業為神樂、（膳羞）、（華道）。
- 油小路家：四條庶系。西大路隆政子隆陰為家祖。舊家。
- 櫛笥家：四條庶系。四條隆昌猶子隆憲（正親町三條公兄孫）為家祖，孫隆朝改姓櫛笥。新家。
- 八條家：四條庶系。櫛笥隆賀二男隆英為家祖。新家。

## 藤原北家水無瀨系（5家）
- 水無瀨家：水無瀨嫡系。藤原道隆後裔坊門親信為家祖。舊家。
- 七條家：水無瀨庶系。水無瀨氏成子隆脩為家祖。新家。
- 町尻家：水無瀨庶系。水無瀨兼俊次子具英為家祖。新家。
- 櫻井家：水無瀨庶系。水無瀨兼俊幼子兼里為家祖。新家。
- 山井家：水無瀨庶系。櫻井兼里次子兼仍為家祖。新家。

## 藤原北家高倉系（2家）
- 堀河家：高倉庶系。水無瀨親具（本姓高倉）子康胤為家祖。新家。
- 樋口家：高倉庶系。水無瀨親具（本姓高倉）子信孝為家祖。新家。

## 宇多源氏（3家）
- 庭田家：敦實親王の後裔源經資為家祖。舊家。家業為神樂、（筆道）、（花）。
- 綾小路家：庭田庶系。庭田有資子信有為家祖。舊家。家業為琵琶、笛、篳篥、箏、神樂、（蹴鞠）。
- 大原家：庭田庶系。庭田重條養子榮顯（實葛岡宣之或葛岡仲賢子）為家祖。新家。家業為（神樂）。

## 村上源氏（8家）
- 六條家：久我支系。久我通光五子通有為家祖。舊家。
- 岩倉家：久我庶系。久我晴通子具堯為家祖。新家。
- 千種家：久我庶系。六條通忠子忠顯為家祖。室町時代前期絕後。江戶時代初期以岩倉具堯四子有能再興。新家。家業為（和歌）。
- 東久世家：久我庶系。久我通堅三子通廉為家祖。新家。
- 久世家：久我庶系。久我敦通幼子通式為家祖。新家。家業為（和歌）。
- 梅溪家：久我庶系。久我通世次子季通為家祖。新家。
- 愛宕家：中院庶系。中院通純養子通福（實櫻井具堯子有清三男）為家祖。新家。
- 植松家：久我庶系。千種有能幼子雅永為家祖。新家。家業為（華道）。

## 相關項目
- 堂上家